# Acrotona onthophila
Acrotona onthophila är en skalbaggsart som beskrevs av Lohse in Lohse, Klimaszewski och Ales Smetana 1990. Acrotona onthophila ingår i släktet Acrotona och familjen kortvingar. Inga underarter finns listade i Catalogue of Life.